# جيمس روبرتسون (لاعب كرة قدم)
جيمس روبرتسون (بالإنجليزية: James Robertson)‏ (23 مارس 1891 - 9 أكتوبر 1948) هو لاعب كرة قدم أمريكي في مركز الدفاع. شارك مع منتخب الولايات المتحدة لكرة القدم.